# Nacho Campillo
José Ignacio Campillo Reino, artísticamente conocido como Nacho Campillo (Badajoz, 14 de abril de 1960), es un cantante y compositor español, voz y líder del grupo Tam Tam Go!.

## Biografía
Aunque nacido en Badajoz, transcurre su adolescencia, junto a su hermano Javier, en la ciudad de Londres. Su carrera musical se remonta a 1976 cuando a los 16 años se integra en la banda extremeña Tramp, junto a Rafa Callejo, Juande Portalo, José L. Domínguez Tristancho y Nachete Mendicuti. Más tarde pasa a formar parte de otro grupo local: Möbius.
Ya en Madrid, fue miembro de varias formaciones musicales como Clavel y jazmín, Rh + (en este caso, bajo el nombre artístico de Nacho Reino, y con los que publica dos LP) y Comando Rock, durante la prestación del servicio militar y con el respaldo del Ministerio de Defensa.
En 1987 crea uno de los grupos más exitosos y comerciales de las décadas de los 80 y los 90 en el panorama de la música pop en España: Tam Tam Go!.
Su vinculación exclusiva a la banda perdura hasta 1995, año en que edita en solitario el LP Nacho Campillo, en el que intervienen artistas invitados como Noa o Raimundo Amador.
En 2003 montó un estudio de grabación profesional monto  su propio sello discográfico independiente, El Sonado. Bajo esta firma publica su segundo álbum en solitario titulado Cómo pica el sol. En sus discos encontramos temas como Manuel, Raquel o Atrapados en la red, entre otros, que forman parte del repertorio de la historia del pop español. 
En los años siguientes continuó junto a Tam Tam Go!, aunque realizando también colaboraciones esporádicas con otros artistas. El 6 de abril de 2018 lanzó un nuevo trabajo, "Pacífico 360" que presentó ese mismo día en directo en Badajoz.

## Discografía
| Título            | Fecha |
| ----------------- | ----- |
| Spanish Shuffle   | 1988  |
| Spanish Romance   | 1988  |
| Espaldas mojadas  | 1990  |
| Vida y color      | 1992  |
| Nacho Campillo    | 1996  |
| Nubes y claros    | 1999  |
| Miscelánea        | 2001  |
| Cómo pica el sol  | 2003  |
| Cruzando el río   | 2006  |
| Euphoria          | 2007  |
| Bolero incendiado | 2009  |
| Pacífico 360      | 2018  |